# Gesetz des Maximalprofits
Das Gesetz des Maximalprofits war ein zeitweiliges Theorem des Marxismus-Leninismus. Entwickelt wurde dieses Gesetz von Josef Stalin, welches er in seiner Schrift Die ökonomischen Probleme des Sozialismus in der UdSSR von 1952 erstmals formulierte. Im Zuge der Entstalinisierung verschwand das Gesetz aus der offiziellen Ideologie des Ostblocks.

## Definition
Das sogenannte Gesetz des Maximalprofits bildet nach damaliger Auffassung das Grundgesetz des modernen Kapitalismus. Stalin schrieb:

„Die wichtigsten Züge und Erfordernisse des ökonomischen Grundgesetzes des modernen Kapitalismus könnten etwa folgendermaßen formuliert werden: Sicherung des kapitalistischen Maximalprofits durch Ausbeutung, Ruinierung und Verelendung der Mehrheit der Bevölkerung des gegebenen Landes, durch Versklavung und systematische Ausplünderung der Völker anderer Länder, besonders der zurückgebliebenen Länder, und schließlich durch Kriege und Militarisierung der Volkswirtschaft, die der Sicherung von Höchstprofiten dienen.“

## Begründung
Nach diesem Gesetz soll für die einzelnen Kapitalisten die Erringung von Maximalprofit zur objektiven Notwendigkeit, um die erweiterte Reproduktion ihres Kapitals gewährleistet werden, da der Durchschnittsprofit – und auch der Extraprofit – aus folgenden sieben Gründen nicht mehr ausreichen soll:
1. Auch die Emission von Aktien kann nicht die Kapitalsummen aufbringen, die für die Errichtung der modernen Großbetriebe notwendig sind.
2. Aufgrund der sprungartigen Entwicklung des Kapitalismus, welche im Gesetz der Ungleichmäßigkeit der ökonomischen und politischen Entwicklung der kapitalistischen Länder zum Ausdruck kommt, nimmt der moralische Verschleiß von Produktionsanlagen stark zu, welche schneller erneuert werden müssen, obwohl sie sich noch nicht amortisiert haben.
3. Die chronische Nichtauslastung der Produktionsanlagen infolge des Mangels an Kaufkraft der Bevölkerung vermindert die Profite.
4. Hohe Zirkulationskosten infolge der kapitalistischen Konkurrenz (Reklame, Börsenspekulation, Handelsagenturen, Korruption) von bis zu 50 % hemmen den Profit.
5. Die periodischen Wirtschaftskrisen mindern den Profit.
6. Die Polizeifunktion des Staates und die Kosten für die Existenz der Sozialdemokratie und der Gewerkschaften zur Unterdrückung des Klassenkampfes lasten auf den Steuern und damit auf den Profiten.
7. Der parasitäre Luxuskonsum der Bourgeoisie lastet auf den Profiten.

Die Mittel, den Maximalprofit zu erwirtschaften, sind laut Richard B. Day folgende:
1. Erhöhung der Ausbeutung
2. Gezielter Ruin und Verelendung der kleinen Warenproduzenten
3. Versklavung und systematische Ausplünderung von Kolonien und abhängigen Ländern, u. a. durch nichtäquivalenten Warenaustausch
4. Aufrüstung
5. Krieg zur Eroberung von Absatzmärkten, Rohstoffquellen und Kapitalanlagesphären

Die Kategorie Maximalprofit bedeutet nicht, dass jeder Kapitalist ihn erreicht, sondern er wird in harten Auseinandersetzungen untereinander errungen.
Kapitalisten, die ihn nicht erreichen, würden Schiffbruch erleiden und von stärkeren Gruppen geschluckt werden.